# Station Poważe
Station Poważe is een spoorwegstation bij de Poolse plaats Łuków.